# Орашасти плодови
Орашасти плодови (или коштуњаво воће) представљају плодове појединих биљака са тврдом љуском унутар које се налази семенка, која је углавном јестива за човека. Код ових биљака се плод не отвара да би се ослободило семе. Пример оваквих плодова су лешник, кестен, жир, орах и други.
У општем смислу, велики број сушеног семена се такође назива орасима, али у ботаничком аспекту постоје и додатни услови да би се они убрајали у орашасте плодове, између осталих и да се љуска не отвара како би испустила семе. Кориштење појма орах је углавном мање ограничавајуће, те су многи орашасти плодови, као што су бразилски орах (Bertholletia excelsa), пекан (Carya illinoinensis), бадем (Prunus dulcis), пистаћ (Pistacia vera) те обични орах, нису орашасти у ботаничком смислу. Уобичајена употреба појма често се односи на јестиво језгро таквих плодова у чврстој љусци. У многим језицима, превођење речи орах често захтева парафразирање, јер је у тим језицима она уопштена или вишезначна.
Орашасти плодови су важан извор хранљивих материја, а често се користе у кулинарству или за грицкање у сировом или прерађеном стању. Поједине врсте, укључујући бадем и пистаћ, сачињавале су битан део људске исхране миленијумима. Људи су у плеистоцену осмислили низ оруђа намењеног ломљењу ових тврдих плодова. Калифорнијска племена једу локалну врсту кестена за време несташице хране, с тим што претходно отклоне отровне материје.
Кестен се на британским острвима користи за игру сличну кликерима.

## Ботаничка дефиниција
Под појмом орах у ботаници се подразумева једноставни суви плод који садржи једно (врло ретко два) семена, при чему зид плодника током сазревања постаје врло чврст и тврд перикарп, док семе остаје непричвршћено или слободна унутар перикарпа. Већина орашастих плодова настаје из тучка са подцветним плодником и сви су непуцајући (тј. не отварају се након сазревања). Праве орашасте плодове, на пример, имају и неке биљне породице из реда Fagales.
Ред Fagales (све врсте не производе праве орашасте плодове)
- Породица 
  - Буква (Fagus)
  - Кестен (Castanea)
  - Храст (Quercus)
  - храстови из родова Lithocarpus и Notholithocarpus[15]
- Породица 
  - Лешник (Corylus)
  - Граб

Мали орашасти плод се понекад назива и орашчић. У ботаници, тај појам се конкретно односи на пирену, односно семе које је прекривено каменастим слојем, као што је језгра коштуњичавог воћа. Ораси и уопштено врсте из породице ораха (Juglandaceae) имају плодове које је врло тешко класификовати. Они се сматрају правим орашастим плодовима по неким дефиницијама, а у неким изворима се наводе као коштуњичави ораси. „Трима“ је специјализирани назив за плодове биљака из ове породице.

## Кулинарска дефиниција и употреба
Кулинарска дефиниција орашастог плода нешто се разликује од оне стручне. Ботанички гледано, орах је прост суви плод са једним, ређе два семена. Семе је причвршћено за плодник тучка, који са сазревањем очвршћује, постаје коштуњав. Овакав плод има ред букви (Fagales), у који спадају и кестен, храст, лешник (прецизније леска), граб и друге врсте.
Међутим, кулинарски орах је свако језгро плода или семена, које обично садржи висок проценат масти. Због доста липида, коштуњаво воће веома је храњив и енергетски богат чинилац у исхрани. Доста семења је јестиво, па се конзумира сирово, кувано, печено, као главни оброк, ужина или посебни зачин, чак и у козметици. Посебну улогу налази и у исхрани животиња, попут веверица, које сакупљају жиреве како би преживеле зиму.
Међутим, било ботанички или кулинарски, орашасти плодови су чести алергени.
Од плодова који не задовољавају ботаничку дефиницију коштуњавог воћа, али јесу ораси у кулинарском смислу, према нереткој употреби у исхрани и припреми оброка издвајају се следећи: бадем (ботанички коштуница, чији се перикарп отклања пре конзумације), бразилски орах (ботанички чахура), индијски орах (семе збирног плода), макадемија (кремасто бело језгро мешка), пекан (семе коштунице), кикирики (семе махуне), борово семе, пистаћ (семе танке коштунице), орахово семе.
Ораси су важни извори храњивих састојака. Пошто такви плодови претежно имају високи удео масноћа, врло су цењени као храна и извор енергије. Велики број семенки употребљивих за људску исхрану могу се јести сирове, куване или пржене, као и цеђене због уља које се користи за кухање и козметику. Орашасти плодови су важан извор хране и за дивље животиње. Ово посебно долази до изражаја у умјереним климатским зонама где неке животиње попут веверица или креја складиште жиреве и друге орашасте плодове током јесени како би их сачували за прехрану током зимских и пролетних месеци. Орашасти плодови, било да су прави или не у ботаничком смислу, спадају међу најчешће алергене намирнице.
Неко воће и семенке које не задовољавају ботаничку дефиницију орашастог плода су ораси у кулинарском смислу:
- Бадеми су јестиво семе коштуњичавог воћа — кожнато „месо“ се уклања при брању.
- Бразилски орах је семе из чауре.
- Кукуи (Aleurites moluccanus, кориштен за уље) је семенка.
- Индијски орах је семе[22] збирног плода.
- Чилеански лешњак (Gevuina avellana)
- Макадамија је кремасто бело језгро фоликулског (мешак) типа воћа.
- Малабарски кестен (Pachira aquatica)
- Пекан је семенка коштуњичавог воћа
- Монгонго (Schinziophyton rautanenii)
- Кикирики је семенка легуминозног типа воћа (из породице Fabaceae)
- Коштице бора је семе неколико врста бора (зимзеленог дрвећа Pinophyta)
- Пистација је делимично ољуштена семенка танко окоштене коштуњице
- Орах је семенка коштуњичавог воћа
- је семенка једног пустињског грма

## Храњивост
Орашасти плодови су извор енергије и храњивих састојка за нову биљку. Они садрже релативно велике количине калорија, есенцијалних незасићених и мононезасићених масноћа укључујући линолну и линолеинску киселину, витамине и есенцијалне аминокиселине. Многи од њих су и добри извори витамина Е и Б2, фолата, влакана и есенцијалних минерала попут магнезијума, фосфора, калијума, бакра и селена. Ораси су најздравији у својој сировој, непрженој форми, јер се до 15% масноћа уништи током процеса пржења. Непржени ораси имају двоструко више антиоксиданса од другог орашастог воћа или семенки. Међутим, одређени извори се не слажу у мишљењу да ли повећани унос дијеталних антиоксиданса помаже или штети организму.
Ова табела приказује постотак различитих храњивих састојака код четири непржене врсте семенки.
| Назив     | Протеин | Укупно масти | Засићене масти | Полинезасићене масти | Мононезасићене масти | Угљени хидрати |
| --------- | ------- | ------------ | -------------- | -------------------- | -------------------- | -------------- |
| Бадеми    | 21,26   | 50,64        | 3,881          | 12,214               | 32,155               | 28,1           |
| Ораси     | 15,23   | 65,21        | 6,126          | 47,174               | 8,933                | 19,56          |
| Кикирики  | 23,68   | 49,66        | 6,893          | 15,694               | 24,64                | 26,66          |
| Пистације | 20,61   | 44,44        | 5,44           | 13,455               | 23,319               | 34,95          |

### Користи
Већи број епидемиолошких студија показао је да људи који конзумирају орашасте плодове имају мање шансе да оболе од коронарне болести срца. Ова погодност једења ораха први пут је уочена 1993. У наредних двадесет година спроведено је више истраживања која су показала да коштуњаво воће смањује концентрацију ЛДЛ холестерола у крви. Сматра се да највећи допринос овом ефекту имају омега-3 масне киселине.
Коштуњаво воће је добар извор витамина E и B2, као и протеина, фолата, влакана и есенцијалних минерала попут магнезијума, фосфора, калијума, бакра и селена. Најздравије је сирово. Наиме, непрерађени ораси имају два пута више антиоксиданата него у прерађеном стању. Има низак гликемијски индекс, тако да се препоручује особама које пате од отпорности на инсулин или шећерне болести типа 2. Према једној студији, људи који једу орашасте плодове у просеку живе две до три године дуже. Међутим, треба имати у виду да исти конзумирају мање количине брзе хране.

### Историјска употреба
Многи орашасти плодови, као што су жиреви, пистације, водени кестени, дивљи бадем и слично, су били врло значајан део људске исхране хиљадама година. Праисторијски људи развили су широки распон алата за отварање (разбијање) орашастих плодова током периода плеистоцена.  (познат као калифорнијски коњски кестен) користило је америчко домородачко становништво у данашњој Калифорнији током суше и глади, након што су исцедили отровне састојке из његовог плода.